# Tondoro (Wahlkreis)
Tondoro (ehemals Kahenge) ist ein Wahlkreis in der namibischen Region Kavango-West. Der Kreissitz befindet sich in der gleichnamigen Ansiedlung Kahenge.
Der Kreis hat knapp 18.500 Einwohner (Stand 2023) auf einer Fläche von gut 4200 km². Zu ihm gehören auch die am Okavango gelegenen Siedlungen Tondoro, Rupara, Sambusu sowie die Siedlungen Mpanda und Mpuku im Landesinneren. 

## Wahlen
| Wahl | Name           | Partei | Stimmenanteil |
| ---- | -------------- | ------ | ------------- |
| 2015 | Joseph Sikongo | SWAPO  | 95,3 %        |
| 2020 | Joseph Sikongo | SWAPO  | 100,0 %       |